# Godfrey Kangwa
Godfrey Kangwa (... – Oceano Atlantico, 27 aprile 1993) è stato un calciatore zambiano, di ruolo centrocampista.

## Biografia
Morì, assieme ai compagni di Nazionale, il 27 aprile 1993, coinvolto in quello che è noto come disastro aereo dello Zambia.

## Carriera

### Club
Nel 1993 risulta in forza al Kabwe Warriors.